# Mesochorus gardanus
Mesochorus gardanus är en stekelart som beskrevs av Schwenke 1999. Mesochorus gardanus ingår i släktet Mesochorus och familjen brokparasitsteklar. Inga underarter finns listade i Catalogue of Life.